# تپه آق‌بابا
تپه آق بابا در شهرستان مینودشت، بخش مرکزی، روستای النگ واقع شده و این اثر در تاریخ ۱۰ خرداد ۱۳۸۲ با شمارهٔ ثبت ۸۷۹۴ به‌عنوان یکی از آثار ملی ایران به ثبت رسیده است.